# Байель (Об)
Байе́ль (фр. Bayel) — коммуна во Франции, находится в регионе Шампань — Арденны. Департамент — Об. Входит в состав кантона Бар-сюр-Об. Округ коммуны — Бар-сюр-Об.
Код INSEE коммуны — 10035.
Коммуна расположена приблизительно в 195 км к востоку от Парижа, в 90 км южнее Шалон-ан-Шампани, в 55 км к востоку от Труа.

## Население
Население коммуны на 2008 год составляло 860 человек.
| 1962 | 1968 | 1975 | 1982 | 1990 | 1999 | 2008 |
| ---- | ---- | ---- | ---- | ---- | ---- | ---- |
| 1314 | 1353 | 1282 | 1111 | 960  | 860  | 860  |

## Экономика
В 2007 году среди 507 человек в трудоспособном возрасте (15—64 лет) 321 были экономически активными, 186 — неактивными (показатель активности — 63,3 %, в 1999 году было 68,3 %). Из 321 активных работали 291 человек (156 мужчин и 135 женщин), безработных было 30 (17 мужчин и 13 женщин). Среди 186 неактивных 51 человек были учениками или студентами, 86 — пенсионерами, 49 были неактивными по другим причинам.

## Фотогалерея

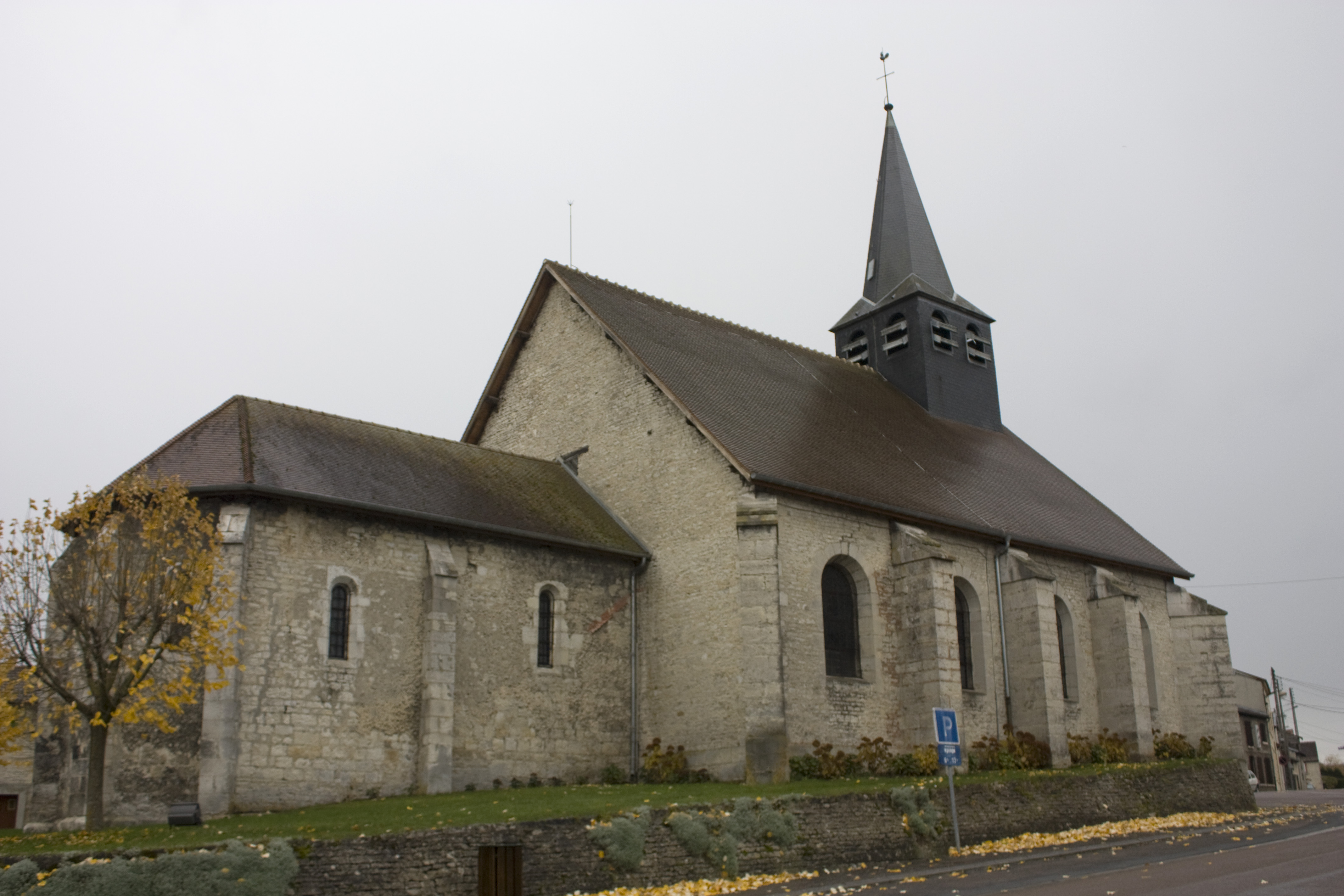
Церковь Сен-Мартен
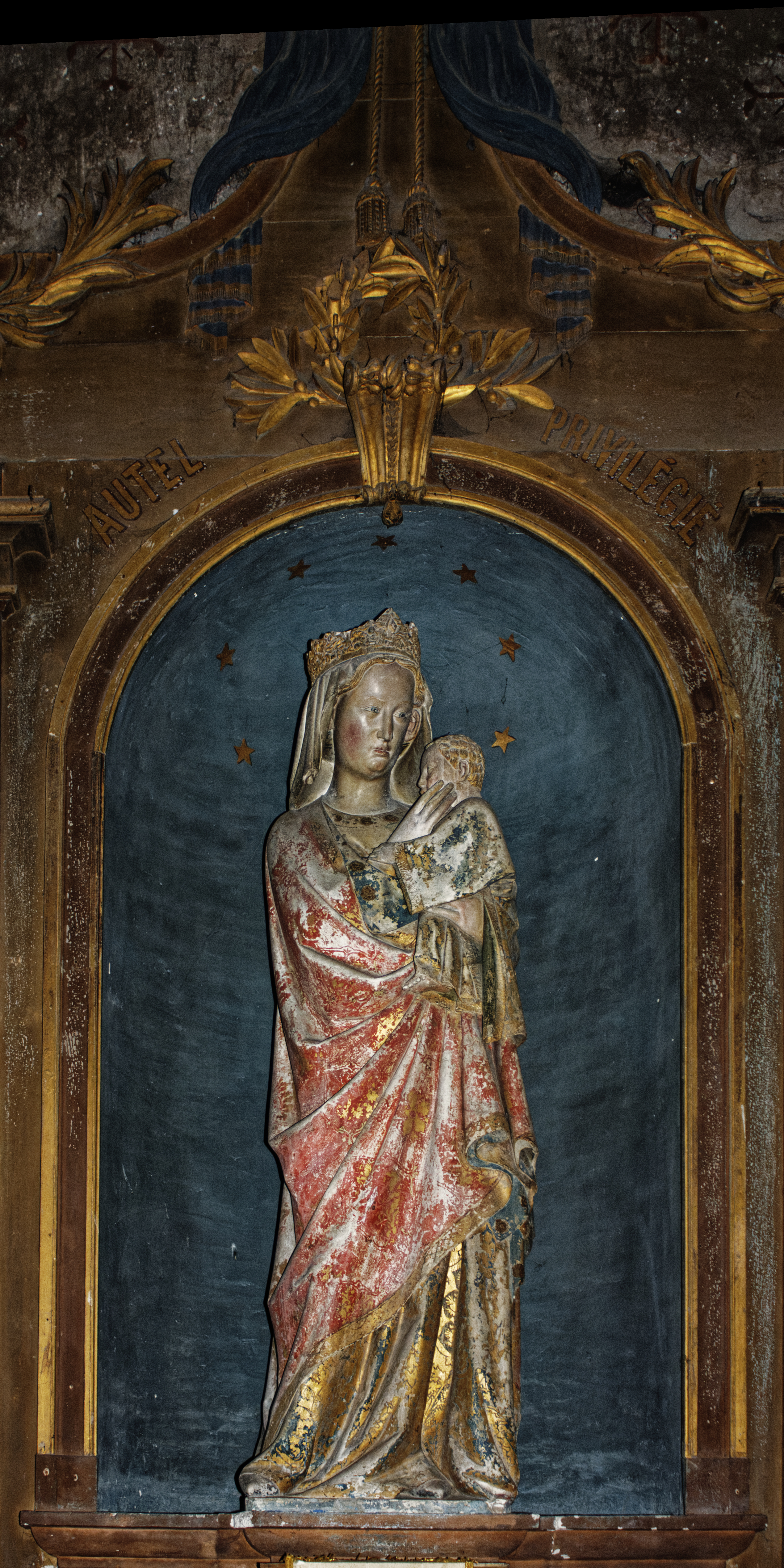
Скульптура Богоматери в церкви
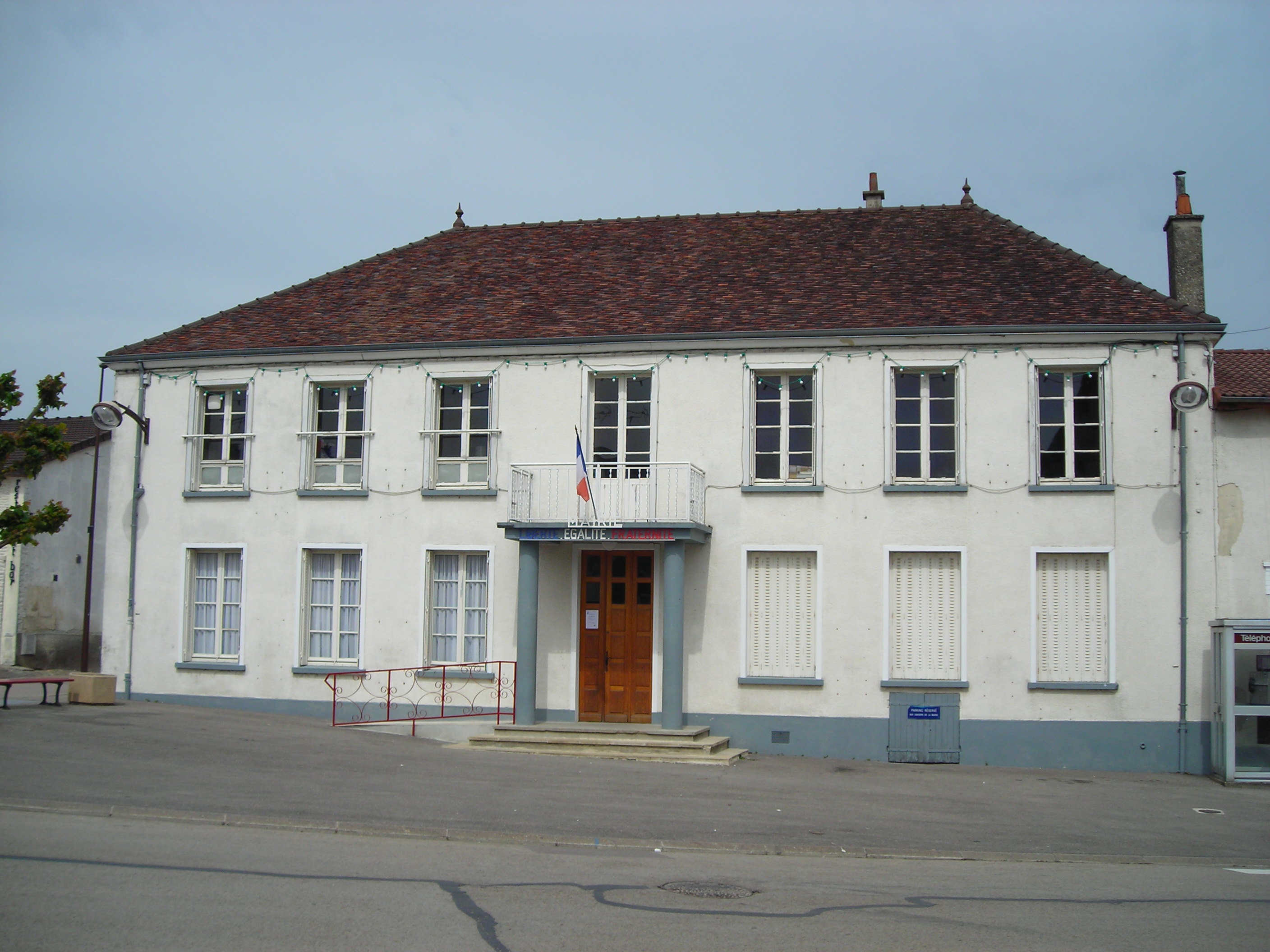
Мэрия
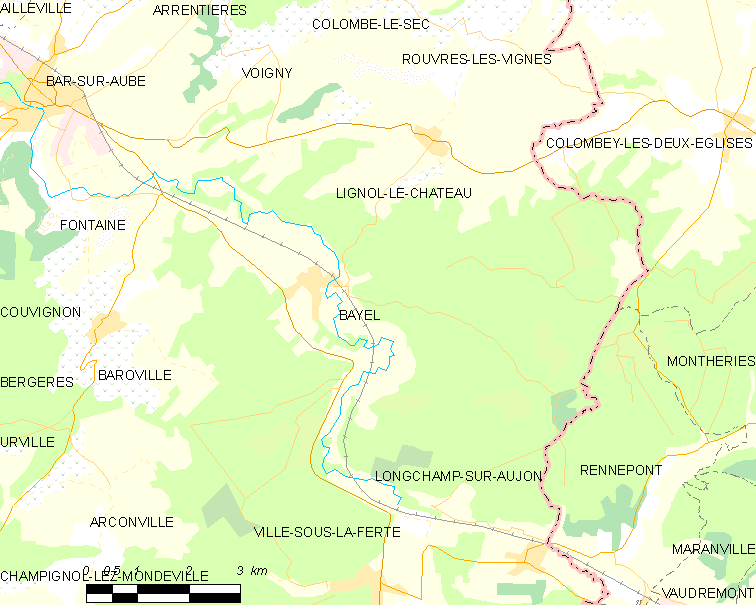
Карта коммуны